# Live at the Ritz
| Recensione              | Giudizio |
| ----------------------- | -------- |
| AllMusic                | [ 2 ]    |
| Dizionario del Pop-Rock | [ 3 ]    |
| 24.000 dischi           | [ 4 ]    |

Live at the Ritz è un album discografico Live a nome di Ron Wood e Bo Diddley, pubblicato dalla casa discografica nipponica JVC nel novembre del 1988.

## Tracce

### LP
Lato A
1. Road Runner – 3:23 (Bo Diddley)
2. I'm a Man – 7:10 (Bo Diddley)
3. Crackin' Up – 8:38 (Bo Diddley)
4. Hey Bo Diddley – 2:47 (Bo Diddley)

Lato B
1. Plynth / Water Down the Drain – 5:01 (Nicky Hopkins, Rod Stewart, Ron Wood)
2. Ooh La La – 3:55 (Ron Wood, Ronnie Lane)
3. They Don't Make Outlaws Like They Used To – 4:12 (Ron Wood, Jim Ford)
4. Honky Tonk Women – 4:03 (Mick Jagger, Keith Richards)
5. Money to Ronnie – 4:39 (Bo Diddley)

### CD
Edizione CD del 1992, pubblicato dalla Victory Music Inc. (828 366-2)
1. Road Runner – 3:24 (Bo Diddley)
2. I'm a Man – 7:10 (Bo Diddley)
3. Crackin' Up – 8:37 (Bo Diddley)
4. Hey Bo Diddley – 2:46 (Bo Diddley)
5. Plynth / Water Down the Drain – 5:01 (Nicky Hopkins, Rod Stewart, Ron Wood)
6. Ooh La La – 3:54 (Ron Wood, Ronnie Lane)
7. They Don't Make Outlaws Like They Used To – 4:12 (Ron Wood, Jim Ford)
8. Honky Tonk Women – 4:02 (Mick Jagger, Keith Richards)
9. Money to Ronnie – 4:33 (Bo Diddley)
10. Who Do You Love – 7:50 (Bo Diddley)

## Musicisti
- Ron Wood - chitarra, voce
- Bo Diddley - chitarra, voce
- Bo Diddley - batteria (brano: Who Do You Love)
- Jim Satten - chitarra
- Hal Goldstein - tastiere, armonica, accompagnamento vocale-cori
- Mike Hastings - basso, accompagnamento vocale-cori
- Debby Fink - batteria
- Eddie Kendricks - accompagnamento vocale-cori (brani: Hey Bo Diddley e Who Do You Love)
- David Ruffin - accompagnamento vocale-cori (brani: Hey Bo Diddley e Who Do You Love)
- Carol MacDonald - accompagnamento vocale-cori (brani: Hey Bo Diddley e Who Do You Love)
- Sarah Dash - accompagnamento vocale-cori (brani: Hey Bo Diddley e Who Do You Love)
- Faith Fusillo - accompagnamento vocale-cori (brani: Hey Bo Diddley e Who Do You Love)

Note aggiuntive
- Ronnie Wood con Martin Adam - produttori
- Registrazioni effettuate dal vivo al The Ritz di New York nel novembre 1987
- Dale Peters - ingegnere delle registrazioni
- Mixaggio effettuato al Secret Sound di Los Angeles da Martin Adam
- Ronnie Wood - illustrazioni copertina album originale[5]